# Centrarchidae
Los centrárquidos (Centrarchidae) son una familia de peces de agua dulce, del orden Perciformes. El género tipo es Centrarchus. La familia tiene 27 especies, todas nativas de Norteamérica, incluidas en 8 géneros.
Los miembros de la familia se distinguen por tener al menos tres espinas anales. Tiene de 5 a 13 espinas dorsales, aunque la mayoría  de las especies tiene de 10 a 12.  La pseudobranquia es pequeña.  El tamaño medio de los ejemplares de esta familia ronda de 20 a 30 cm, pero se han encontrado ejemplares de Micropterus salmoides que han alcanzado hasta 1 m.
El macho construye el nido aumentando alguna depresión usando la boca, luego vigila la puesta.
Muchos centrárquidos son valorados para la pesca, y se han introducido en muchas áreas fuera de su rango original, ocasionando grandes daños al medio ambiente, bien desplazando a otras especies autóctonas o incluso eliminándolas por completo.
El nombre vernáculo en inglés de la familia es “Sunfishes”, el mismo que se le da a la familia Molidae, a la que pertenece el pez luna (Mola mola), por lo que puede llevar a confusión, pero no existe relación filogenética entre ambas familias.

## Clasificación
Reciente evidencia genética sugiere la sig. filogenia de los centrárquidos:
- Familia Centrarchidae
  - Subfamilia Centrarchinae
    - Tribu Ambloplitini
      - Ambloplites

    - Tribu Archoplitini
      - Archoplites
      - Pomoxis

    - Tribu Centrarchini
      - Centrarchus

    - Tribu Enneacanthini
      - Enneacanthus

  - Subfamilia Lepominae
    - Tribu Lepomini
      - Lepomis

  - Incertae sedis
    - Micropterus
    - Acantharchus

## Efectos de la aclimatación de los centrárquidos en España
En España las principales especies de esta familia, Micropterus salmoides y Lepomis gibbosus, desplazan a las especies nativas. Este proceso implica que en ambientes con presencia de estas especies norteamericanas la ictiofauna autóctona queda relegada a ambientes menos favorables y en algunos casos se llegan a producir extinciones locales.
Existe un patrón general en la distribución de los peces a lo largo de las cuencas fluviales que conlleva un aumento progresivo de la riqueza de especies aguas abajo debido a cambios ambientales, tales como el aumento en la variedad de hábitats, en la abundancia y diversidad de alimento y en la estabilidad ecológica que se va produciendo conforme descendemos por el eje del río. Este patrón natural universal lo invierten las especies exóticas que tienden a colonizar especialmente los tramos bajos de los ríos de donde las nativas son desplazadas eficientemente.
Esta interacción negativa se acentúa en especies sometidas a grave riesgo de extinción, como el jarabugo (Anaecypris hispanica), que no coexiste con los centrárquidos. Pero es que, además, la nutria (Lutra lutra), uno de los principales depredadores ictiófagos de las aguas continentales ibéricas apenas consume estos peces norteamericanos, por lo que tampoco puede actuar como controladora de los mismos.
Es decir, la fauna de peces exóticos altera la distribución natural de los peces nativos, provoca su extinción y no sirve de alimento a una especie amenazada como la nutria, con lo que reduce la capacidad de carga de los ecosistemas acuáticos para este mustélido.

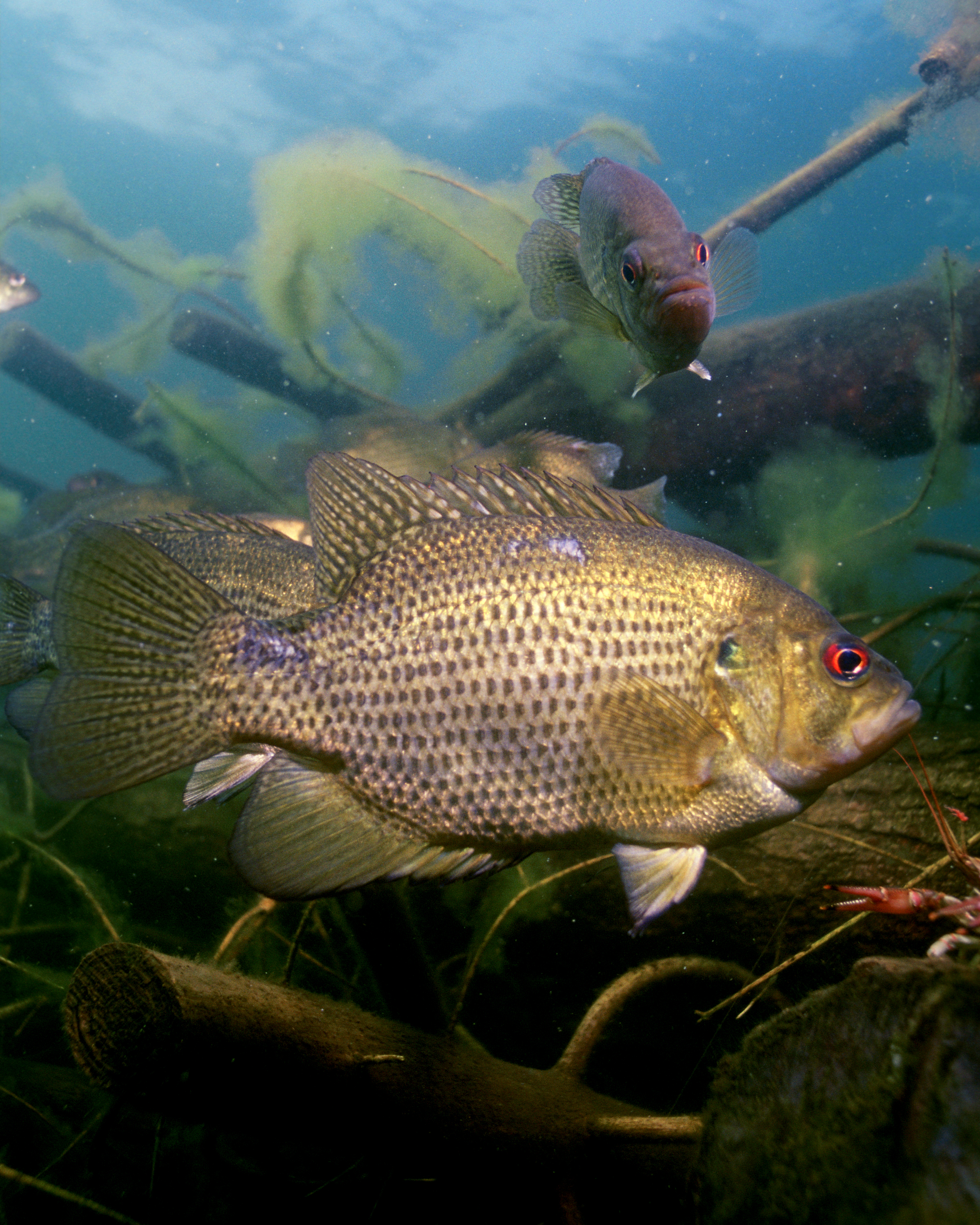
Ambloplites rupestris
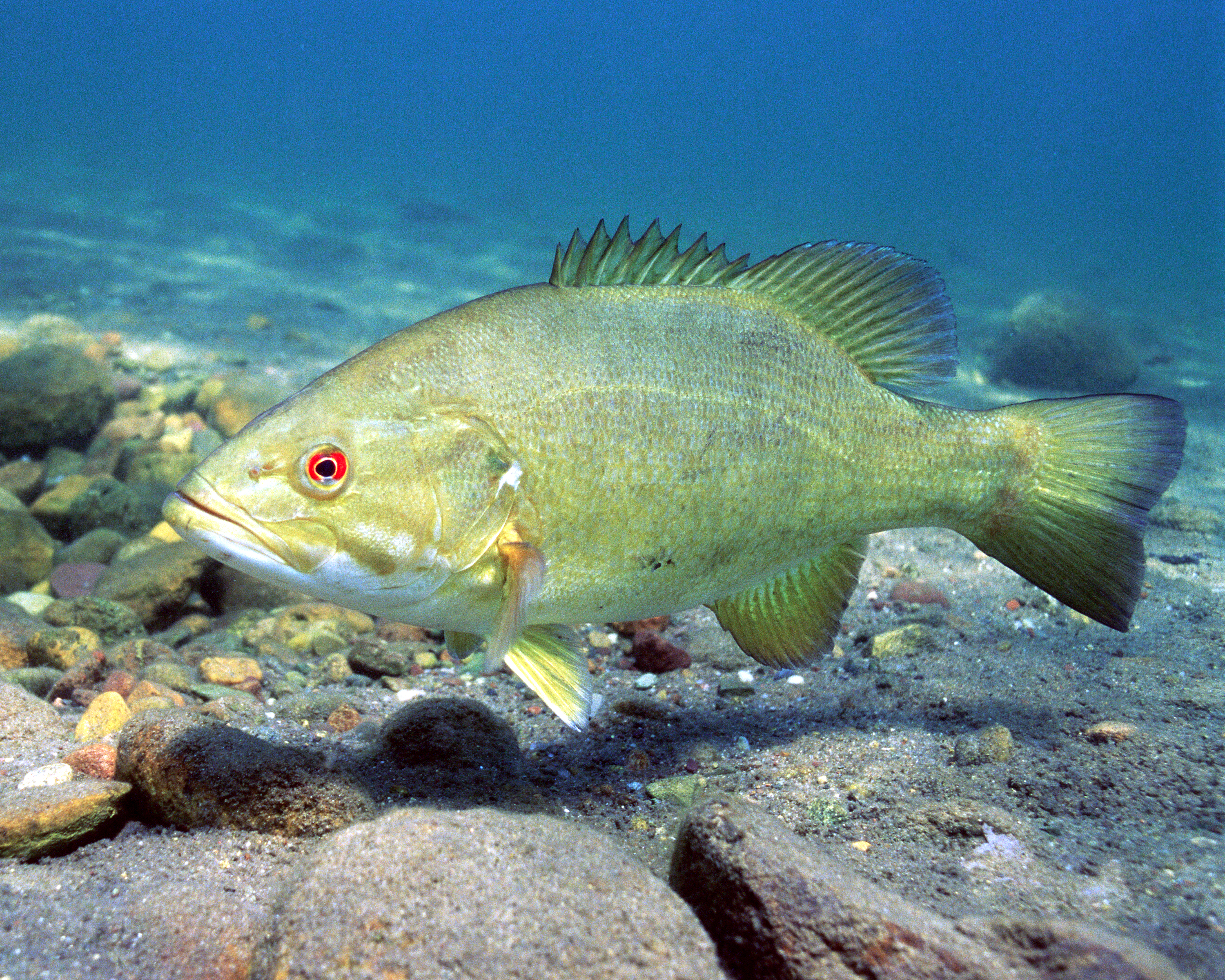
Micropterus dolomieu
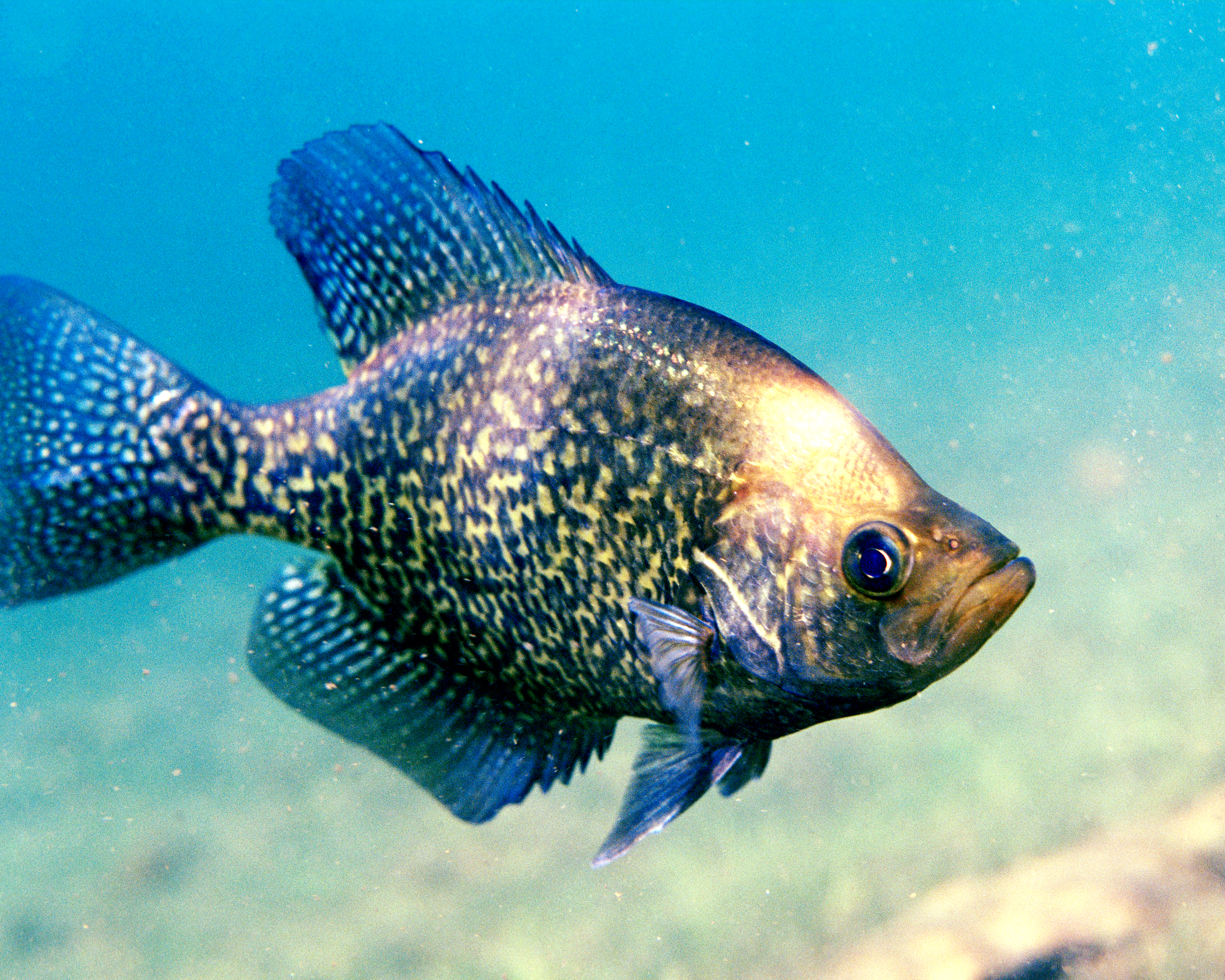
Pomoxis nigromaculatus